# Gwyn Ashton

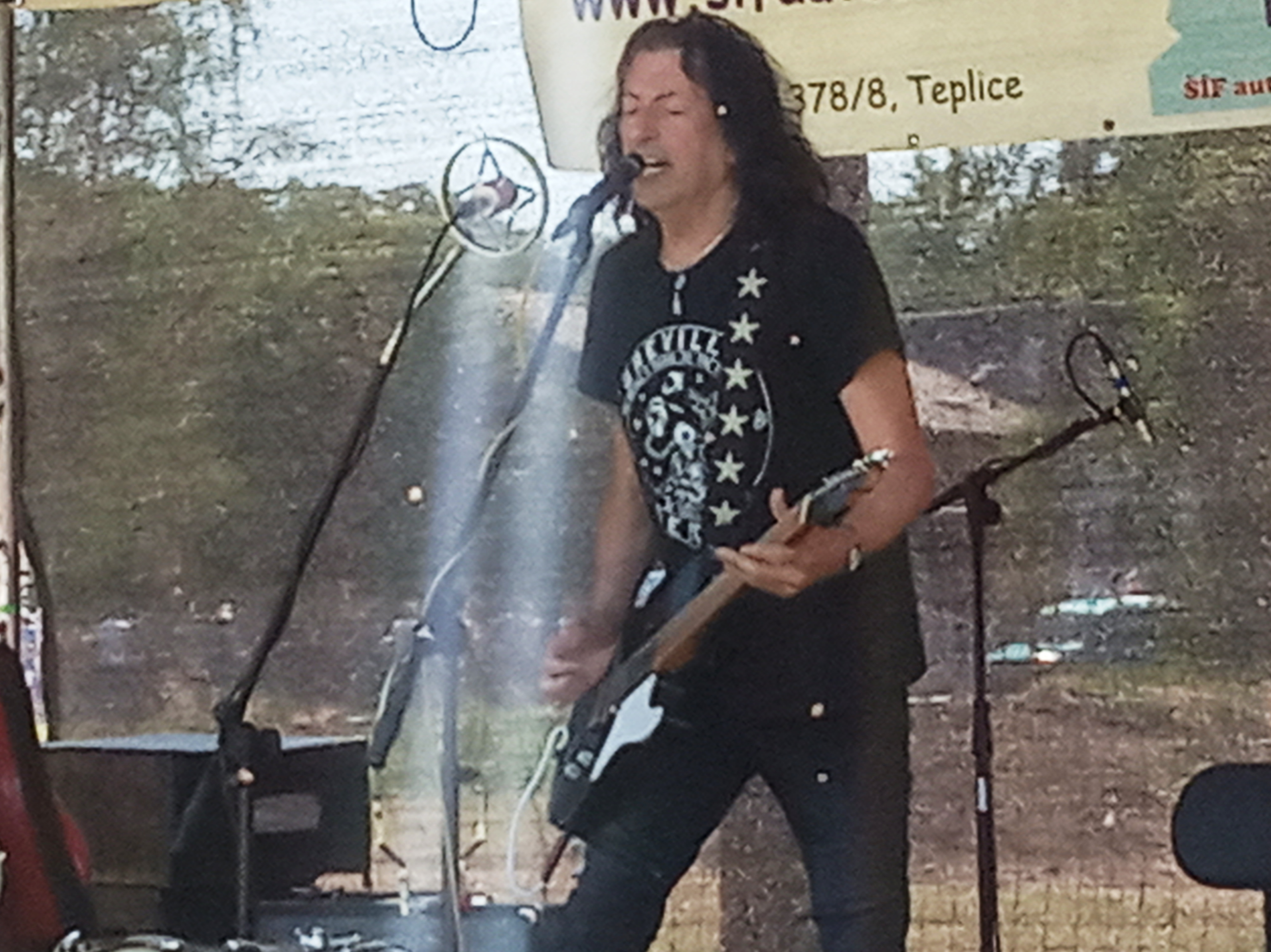
Gwyn Ashton

Gwyn Ashton (* 1961 in Wales) ist ein australischer Rockmusiker und Sänger.

## Leben
Der 1961 in Wales geborene Gwyn Ashton zog als Kind mit seinen Eltern nach Australien und wuchs in Adelaide auf. Bereits frühzeitig verschrieb er sich der australischen Blues-Szene und hatte in den 80er Jahren seine ersten Auftritte mit der Stevie Wright Band und eigenen Trios in Sydney. Wenig später spielte er im Vorprogramm der irischen Gitarrenlegende Rory Gallagher, dessen Stil ihn nachhaltig beeinflusste.
Nach einigen Jahren in Melbourne ging er schließlich nach England und tourte mit Größen wie Mick Fleetwood, B. B. King, AC/DC, Johnny Winter, Dr. Feelgood, Whitesnake oder Status Quo durch ganz Europa und die USA.
2001 spielte Gwyn Ashton in der Gallagher-Gedächtnisband Band of friends mit Rorys ehemaligen Begleitmusikern den Part seines musikalischen Vorbildes. So kam es auch zur Zusammenarbeit mit Gerry McAvoy und Brendan O’Neill (Gallaghers Rhythmussektion) auf dem dritten Ashton-Album Fang it!.
Gwyn Ashton wurde 2001 durch die Fachzeitschrift Guitar Parts Magazine bei der Wahl zum Gitarristen des Jahres auf Platz 3 gewählt, gleich nach Jeff Beck und Gary Moore.
Im Februar 2006 erschien sein Album Prohibition, das er gemeinsam mit Chris Glen und Ted McKenna (Alex Harvey Band/Ian Gillan/Michael Schenker Group) sowie dem Keyboarder Don Airey von Deep Purple produzierte.

## Diskografie
- 2001: Beg, Borrow & Steel
- 2003: Feel the Heat
- 2005: Fang it!
- 2006: Prohibition
- 2009: Two-Man Blues Army
- 2012: Radiogram
- 2017: Solo Elektro
- 2019: Sonic Blues Preachers
- 2023: Mojosoul